# Богданов, Анатолий Константинович
Анатолий Константинович Богданов (род. 11 ноября 1938) — советский хоккеист, вратарь.

## Биография
В первенстве СССР играл за ленинградские команды ЛИИЖТ (1956/57 — 1961/62) и «Спартак» (1962/63).
В чемпионате СССР провёл четыре сезона (1959/60 — 1962/63).

## Достижения
- Серебряный призёр хоккейного турнира зимней Универсиады 1962.
- Чемпион РСФСР 1958.
- Обладатель «Кубка Бухареста» — 1961[1]